# Cornelia de Jong
Cornelia de Jong (24 agosto 1907 – ...) è stata una donna olandese che, durante il secondo conflitto mondiale, nascose una bambina ebrea nella sua casa a Heerenveen, assieme a Johanna Marie Barends.

## Biografia
Nel 1942, precisamente il 29 settembre, la bambina ebrea Dewora Cohn (successivamente Dewora Herz-Cohn), che all'epoca aveva sette anni, venne mandata a vivere con Cornelia de Jong e Johanna Barends a Heerenveen, nella provincia della Frisia; Johanna la spacciò per sua nipote, Doortje Barends. I genitori della bambina morirono in un campo di sterminio e, dopo la guerra, Dewora venne affidata alle due donne anziché ai suoi due zii, superstiti dell'Olocausto; rimase a vivere con loro fino all'età di diciotto anni. Il 4 gennaio 1978 Cornelia e Johanna ricevettero la nomina a Giusto tra le nazioni.